# Université de Crète
L'université de Crète (en grec moderne : Πανεπιστήμιο Κρήτης) sur l’île de Crète, en Grèce, est fondée en 1973.

## Description
Elle possède 2 campus : un à Réthymnon (siège de l’université) et un à Héraklion.
Elle compte plus de 400 professeurs et chercheurs et 6 618 étudiants.
Malgré sa date récente de création elle compte plusieurs programmes de collaboration internationale, notamment en participant aux programmes de l’Union européenne mais aussi avec des programmes de collaboration avec des institutions aux États-Unis, en Méditerranée et en Europe de l’Est.